# مارينا دي كاسالفيلينو
مارينا دي كاسالفيلينو (بالإيطالية: Marina di Casalvelino)‏ هي قرية صغيرة (فراتسيوني) تابعة لبلدية كاسال فيلينو، في مقاطعة سلرنو بمنطقة كمبانية، جنوب إيطاليا، ويبلغ عدد سكانها 1،263 (2009)، وهي أكثر قرية صغيرة مأهولة بالسكان في بلديتها.